# Firman

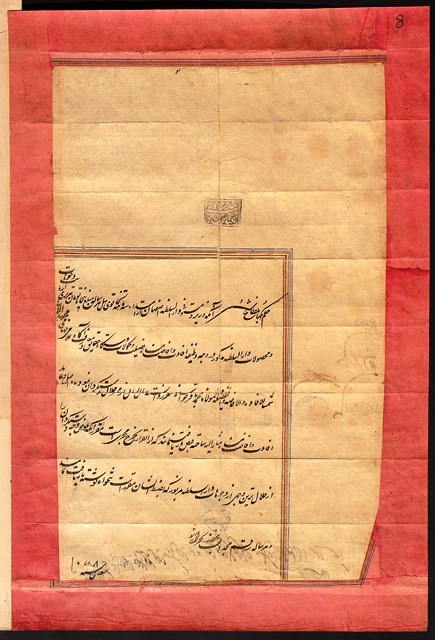
Firman

Firman era un decret emis de conducătorul unui stat musulman. În Imperiul Otoman aceste decrete erau denumite în limba turcă Ferman. Aceste documente se refereau la o multitudine de hotărâri cu caracter juridic și administrativ. Prin firmane erau numiți sau destituiți din funcție demnitari (inclusiv domni ai Țării Românești și Moldovei).